# The Methadones
The Methadones sono un gruppo punk rock statunitense, formato nel 1993 dal cantante/chitarrista Dan Vapid.

## Storia
Appena dopo la prima formazione, i Methadones si esibirono in qualche concerto dal vivo prima di essere messi da parte da Dan, in modo che quest'ultimo potesse concentrarsi sul suo progetto principale, gli Screeching Weasel. Dal 1999 Dan non fece più parte degli Screeching Weasel e dell'altro suo gruppo, The Riverdales, decise quindi di riportare alla ribalta il progetto Methadones avvalendosi di B-Face dei Queers al basso e Dan Lumley alla batteria. Il gruppo registrò il primo album, Ill At Ease, nel 2001. B-Face e Lumley lasciarono la band subito dopo le registrazioni. Vapid si trovò quindi a dover creare una formazione ex novo, chiamando Mike Byrne alla chitarra, Pete Mittler al basso e Mike Soucy alla batteria. Durante un tour di concerti nel 2007, partecipò brevemente alla band anche un ulteriore chitarrista, Ken Ortman.
L'11 giugno 2010 i Methadones hanno annunciato sul MySpace ufficiale il loro scioglimento, dichiarando: "sono passati 10 anni e ci siamo divertiti un sacco, ma siamo tutti d'accordo che è ora".

## Discografia

### Album studio
- Ill at Ease - A-F Records, 25 settembre 2001
- Career Objective - Thick Records, 15 luglio 2003
- Not Economically Viable - Thick Records, 16 novembre 2004
- 21st Century Power Pop Riot - Red Scare Industries, 6 giugno 2006
- This Won't Hurt... - Red Scare Industries, 10 luglio 2007
- The Methadones/The Copyrights Split - Transparent Records, giugno 2008
- Exit 17 7-Inch Insubordination Fest Exclusive - Underground Communique! Records, 26 giugno 2009

### Compilation
- 1157 Wheeler Avenue: A Memorial For Amadou Diallo - Failed Experiment Records, 25 giugno 2002
- Sex and Subversion - Thick Records, 28 ottobre 2003
- Go Kart MP300 - Go Kart Records, 28 ottobre 2003
- AMP Presents Vol. 4 Pop Punk - American Music Press (AMP), 22 febbraio 2005
- Take Me Down To The Punkrock City  - Squash, 1º giugno 2005
- Mean It Man - Thick Records, 13 settembre 2005
- Punk Rock Mix Tape - FastMusic, 2006
- Hair: Chicago Punk Cuts - Thick Records, 12 settembre 2006